# 해럴드 맥밀런
제1대 스톡턴 백작 모리스 해럴드 맥밀런(Maurice Harold Macmillan, 1st Earl of Stockton, OM, 1894년 2월 10일 ~ 1986년 12월 29일)은 영국의 정치인이다. 제2차 세계 대전 이후 보수당 내각의 국방장관·외무장관·재무장관을 역임하였고, 1957년부터 1963년까지 총리를 지냈다.
맥밀런은 총리에 오른 뒤 외교면에서 영국의 유럽 경제 공동체(EEC) 가맹을 꾀하였다. 그러나 샤를 드 골이 이를 거부하여 실현되지 않았고, 결국 1960년에 유럽 자유 무역 연합(EFTA) 을 발족시켰다. 수에즈 위기로 차가워진 미국과의 관계 수복에도 힘을 쏟았고, 이에서는 성과를 얻었다. 아이젠하워 대통령과는 우호적인 관계를 맺었다. 맥밀런은 제2차 세계 대전 중에 북서아프리카지역 변리공사(Minister Resident in Northwest Africa)를 지낸 적이 있어, 유럽 전선의 최고 사령관이었던 아이젠하워와는 친한 관계였다고 한다. 또한 연령차가 많이 나는 존 F. 케네디 대통령과도 긴밀한 관계를 유지하였다. 1960년 아프리카를 방문했을 때에는 아프리카의 영국령 식민지의 독립을 재촉하는 것과 동시에 남아프리카 공화국의 아파르트헤이트를 비판하였다.
내정면에선 시장 경제와 계획 경제를 혼합한 혼합 경제를 지향해 영국 국내의 경제위기를 극복하려고 하였으며, 1959년 총선거에서 보수당을 승리로 이끌었다. 1963년 프러퓨모 사건의 책임을 지고 총사퇴하였고, 맥밀런 출판사(Macmillan Publishers) 사장이 되었다.

## 어린 시절
런던 첼시에서 모리스 크로퍼드 맥밀런 (1853 ~ 1936)과 헬렌 아티 탈턴 벨스 (1856 ~ 1937)에게 태어났다. 그의 친조부 대니얼 맥밀런 (1813 ~ 1857)은 맥밀런 출판사를 창립하러 간 스코틀랜드의 소작인이었다. 해럴드는 서미필즈 스쿨에서 처음에 교육을 받았고, 그러고나서 이턴 스쿨로 전학을 갔으나 우드로 와이아트에 의하면 대체 버전이 그가 질병으로 인하여 떠났다고 주장해도 비역으로 퇴학을 당했다고 한다. 그는 자신이 제1차 세계 대전이 터지기 전에 자신의 고전적 학위의 2년 만을 완료했던 옥스퍼드 대학교의 베일리얼 칼리지에서 수학하였다.
그는 전쟁이 일어난 동안 수류탄 가드단에서 대위로서 특징과 함께 복무하였고, 3개의 싸움에서 상처를 입었다. 솜 전투가 일어난 동안 그는 상처를 입은 전체의 하루를 보내고 자신의 골반에 총탄과 함께 간이호에 누워 원래 그리스어로 된 그리스의 작가 아이스킬로스의 책을 읽고 있었다.
맥밀런은 자신이 옥스퍼드로 돌아가는 것을 거부하여 대학이 전혀 똑같지 않을 것이라고 말한 후 전쟁 동안 자신의 수많은 동료 학생들을 잃었다.
그는 철도의 국유화 전에 그레이트 웨스턴 철도의 국장이었다.

## 결혼 생활

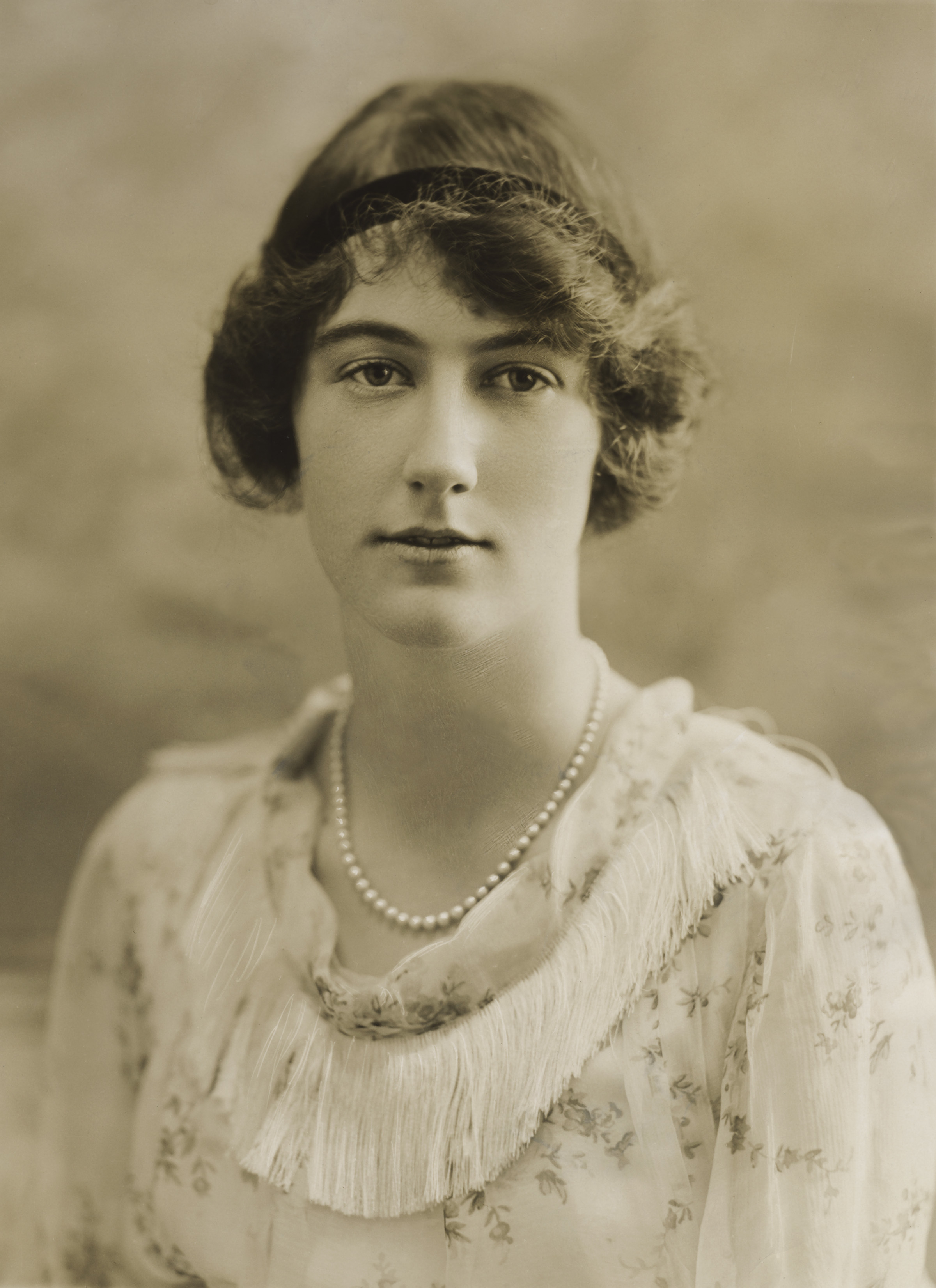
부인 도로시 여사

맥밀런은 1920년 4월 21일 제9대 데번셔 공작 빅터 캐번디시의 딸 도로시 캐번디시에게 결혼하였다. 1929년과 1935년 사이에 도로시 여사는 웨스트민스터의 공개에서 보수당 정치인 로버트 부스비와 장기적 정사를 가져 사회를 설립하였다. 부스비는 넓게 맥밀런의 막내 딸 세라의 아버지로 지내온 것으로 소문이 퍼졌다. 이 일에 의하여 일으켜진 스트레스는 1931년 맥밀런의 신경 쇠약으로 공헌했을 것이다. 도로시 여사는 1966년 5월 21일 65세의 나이로 사망하였다.
맥밀런 부부는 4명의 자식을 두었다. -
- 모리스 맥밀런 (오벤던의 맥밀런 자작) (1921 ~ 84)

- 레이디 캐럴라인 페이버 (1923 ~ 2016)

- 레이디 캐서린 애머리 (1926 ~ 91)

- 세라 맥밀런 (1930 ~ 70)

## 정치 경력 (1924 ~ 1957)

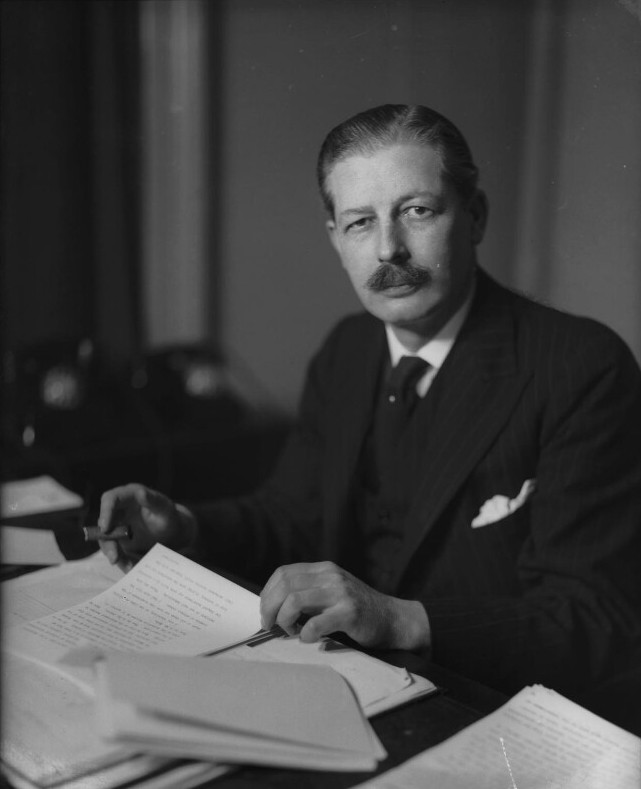
식민지 부장관 시절 (1942년)

스톡턴온티스 구를 위하여 하원에 선출된 맥밀런은 1929년 자신의 의석을 잃다가 1931년 만으로 돌아왔다. 맥밀런은 자신의 유화 정책을 반대하는 이상과 자신을 고립시키는 데 지낸 스탠리 볼드윈과 네빌 체임벌린의 날카로운 비판과 함께 뒷좌석에 1930년대를 보냈다.
이 시기 동안 1938년 그는 국내적과 국제적 둘다로서 널리 중도주의 정치 철학을 주창한 저서 〈중도〉의 첫 판을 발간하였다.

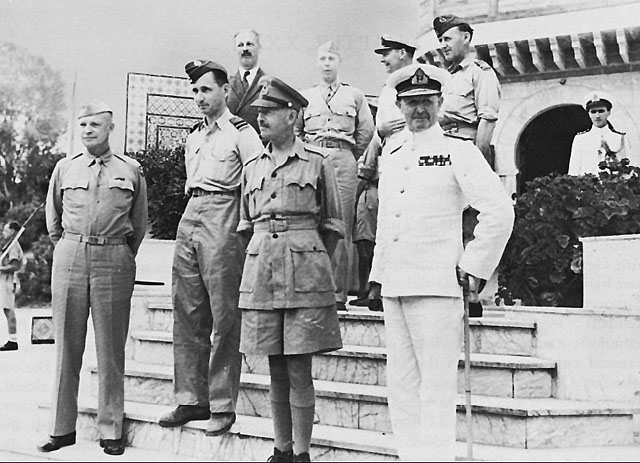
1943년 시칠리아 캠페인에서 연합국의 사령관들과 함께 (윗줄 좌측이 맥밀런, 그의 옆이 베델 스미스 중장; 아랫줄 좌로부터 드와이트 D. 아이젠하워 장군, 아서 테더 공군 대장, 해럴드 알렉산더 장군과 앤드루 커닝엄 제독)

제2차 세계 대전에서 그는 1942년 지중해에서 연합국에 영국의 정부 대표로서 진정한 힘을 얻는 데 북아프리카로 보내지기 전에 드디어 군수성과 식민성에서 전시 연정에 복부하는 직위를 얻었다. 이 지위에 있는 동안 맥밀런은 자신의 이후의 경력에서 중대함을 증명할 우정으로 드와이트 D. 아이젠하워와 함께 가깝게 일하였다.
그는 전쟁이 끝난 후, 귀국하여 1945년 2달 동안 공군 장관을 지냈다. 그는 그해 노동당에게 압도적으로 자신의 의석을 잃었으나 곧 브롬리구에서 선거에 의하여 11월 국회로 돌아왔다.
1951년 보수당의 승리와 함께 그는 윈스턴 처칠 아래 주택부 장관이 되어 한해에 300,000 체의 주택을 건설하는 자신의 회의 약속을 실행하였다. 그는 그러고나서 1954년 10월부터 국방부 장관을 지냈다. 이때까지 그는 자신의 와이어 림 안경, 이빨의 미소와 전시 사진들의 브릴크림으로 손질한 헤어스타일을 잃고 대신 자신의 머리털을 두껍고 모양 좋게 길렀으며 전 경비원의 반듯한 태도와 함께 걸어다니면서 자신 이후의 경력의 저명한 외관을 획득하였다.
그러고나서 그는 앤서니 이든 아래 1955년 4월부터 12월까지 외무장관을 지내고, 그후부터 1957년까지 재무장관 직으로 옮겼다. 이후의 직위에서 그는 이든의 사실상 대리 랩 버틀러가 자신에게 연상으로서 대우받지 않도록 역설하였고, 그가 빵과 우유의 보조금을 삭감하는 데 허용될 때까지 사임을 위협하였다. 야당 노동당의 그림자 내각 재무장관 해럴드 윌슨의 서술에서 수에즈 위기가 일어난 동안 맥밀런은 "먼저 들어간 것이 먼저 나오는 것"이었다 - 처음에 침입을 지지하고, 그러고나서 금융 위기에서 영국군의 철수에 주요 시동자가 있다는 의미였다.
맥밀런은 1957년 1월 이든의 사임 후에 총리와 보수당의 당수가 되어 그의 좋아하는 약속 랩 버틀라와 함께 관찰자를 능가하였다.

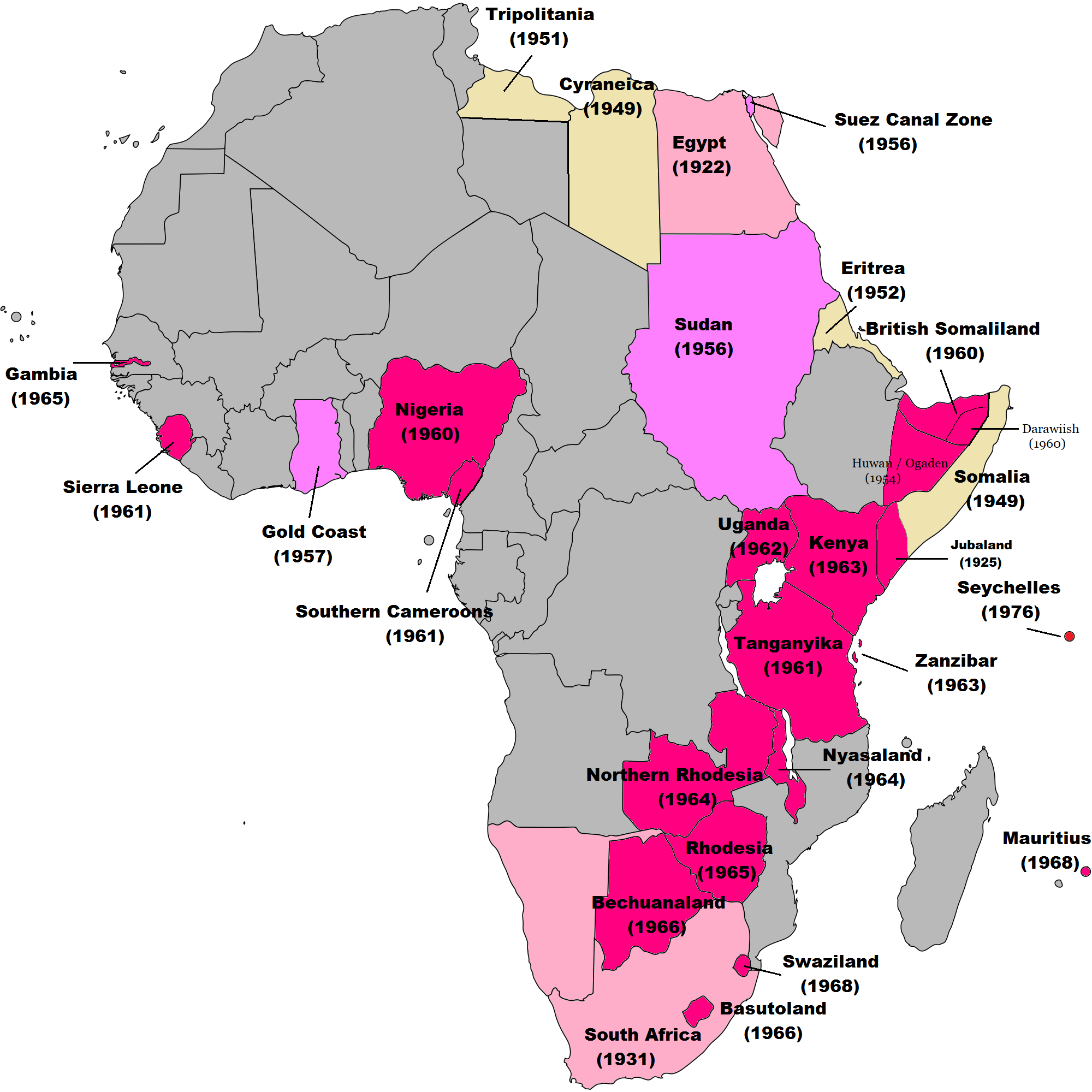
아프리카에서 영국의 탈식민지화

## 총리 재임 (1957 ~ 63)

### 정부
한번 선출된 맥밀런은 7명이 내각에서 앉은 35명의 가족 일원들과 함께 정부 직위들을 채웠다.

### 독립적인 핵의 억제

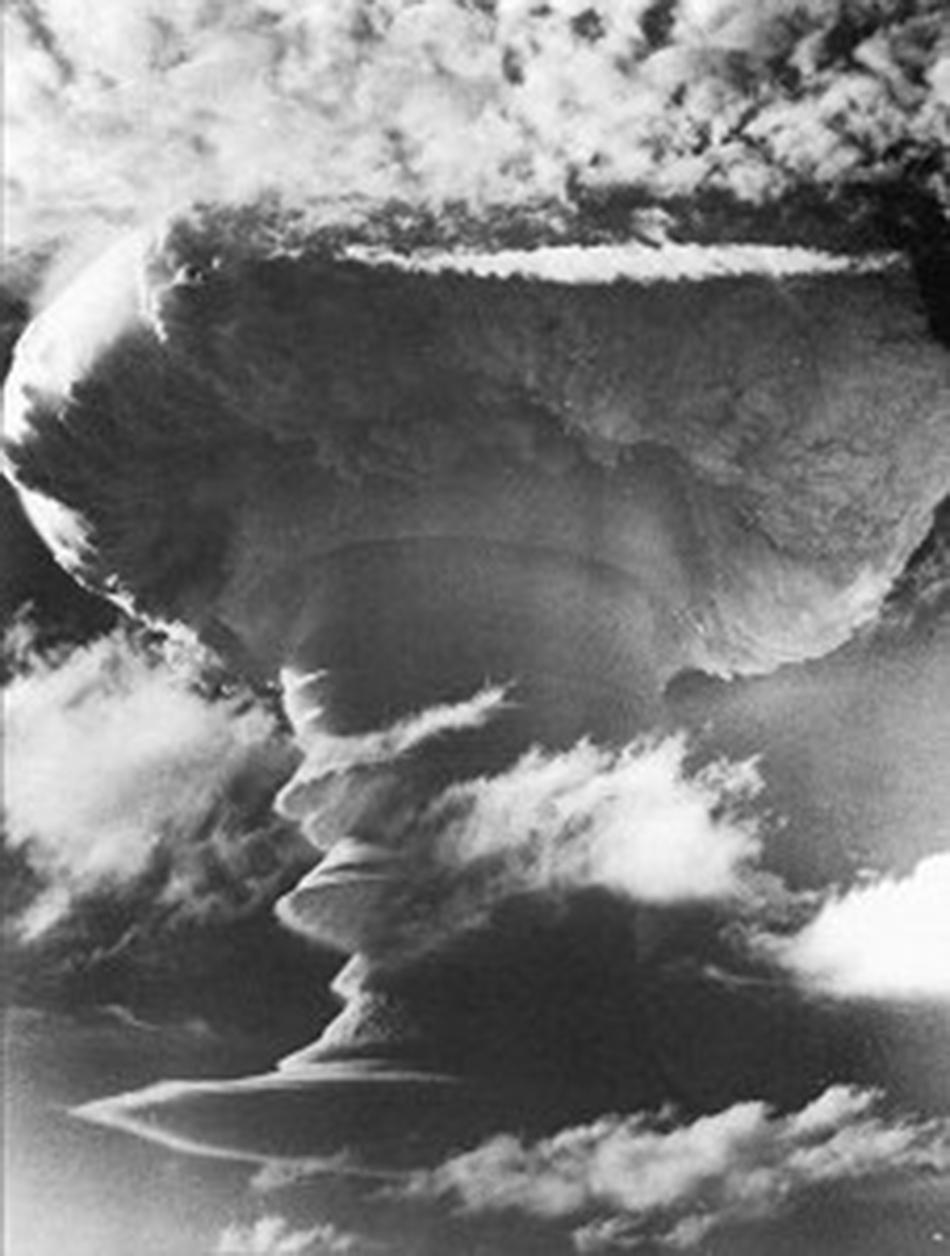
키리티마티섬에서 실행된 영국의 첫 성공적 수소폭탄 실험 - 그래플 X 라운드 C1 작전

블루 스트릭과 블루 스틸 계획들과 함께 영국의 독립적인 핵의 억제의 기술적 실패들과 미국의 로버트 맥나마라 국방부 장관에 의한 스카이볼트 미사일 시스템의 일방적인 취소에 이어 맥밀런은 1962년 12월 나소 협정 아래 미국의 폴라리스 미사일을 영국으로 보내는 협상을 하였다. 이전적으로 그는 합동 규제 아래 영국에서 60개의 토르 미사일을 기초로 하는 데 동의하였고, 1957년 후반 이래 미국의 맥마흔 법령은 영국을 핵기술에 더 많은 접근을 허용하는 데 진정되어 왔다. 이 협상들은 〈초보를 넘어서〉에서 맥밀런에 관한 피터 쿡의 풍자를 위한 기초였다.
맥밀런은 영국, 미국과 소련에 의한 1962년 부분적 핵실험 금지 조약의 조인으로 이끈 성공적인 협상들에서 요점이었다. 파리에서 열린 1960년 5월 4대국 정상 회담에서 협정을 창조하는 데 그의 이전 시도는 게리 파워스 사건으로 인하여 무너졌다.

### 유럽 경제 공동체
샤를 드 골의 "종말이 미국에 거대한 대서양 공동체의 의지일 것"이라는 공포로 인한 일부와 영국-미국간 핵 거래에 일부에서 영국의 유럽 경제 공동체로 가입하는 데 신청은 1963년 1월 29일 드 골에 의하여 거부되었다.

### 경제
맥밀런은 재무부의 금전적 우려를 임무로 가져왔으며 경제는 그의 주요 의심 거리였다. 하지만 영국의 국제수지 문제들은 1961년 임금 동결의 부과물로 이끌었으며 이 일은 정부가 인기를 잃는 원인을 일으켜 선거의 의한 패배들의 일련으로 이끌었다. 그는 1962년 7월 주요 내각 변화를 결성하였고, 또한 자신의 보수당 배신의 상징으로서 "피의 숙청"으로 이름을 지으기도 하여 그러므로 그는 자신의 당 안에서 지속적으로 성원을 잃었다. 내각 변화들은 넓게 "공황의 상징"으로서 보여져 왔고 젊은 자유당 의원 제러미 소프는 맥밀런의 많은 동료들의 면직에 "그의 인생을 위하여 친구들을 세우는 것보다 거대한 사랑은 아무도 없다"라고 말하였다.
경제로 그의 한 국가 접근은 높은 고용을 추구하는 것이었다. 이 일은 돈의 엄격한 통제를 요구한 스털링의 후원과 따라서 실업에서 피할 수 없는 상승을 주장한 그의 주요 화폐 주의자 국고 장관들과 함께 대조하였다. 그들의 조언은 거절되었고, 1958년 1월 3명의 국고 장관들 - 재무장관 피터 서니크로프트, 경제부 장관 나이젤 버치와 국구부에 재정적 서기 에노크 파월이 사임을 하였다. 맥밀런은 "작은 지방적 어려움"으로서 이 사건을 옆으로 닦았다.
맥밀런은 그의 "인플레이션 없이 성장" 정책의 일부로서 수입에 통제들을 설립하는 데 의미들로서 "국가 수입 위원회"의 창조를 성원하였다. 더욱 나가서의 세밀한 경제 지표들과 통제의 일련은 또한 그의 총리 재직 동안에 소개되었다.

### 외교 정책

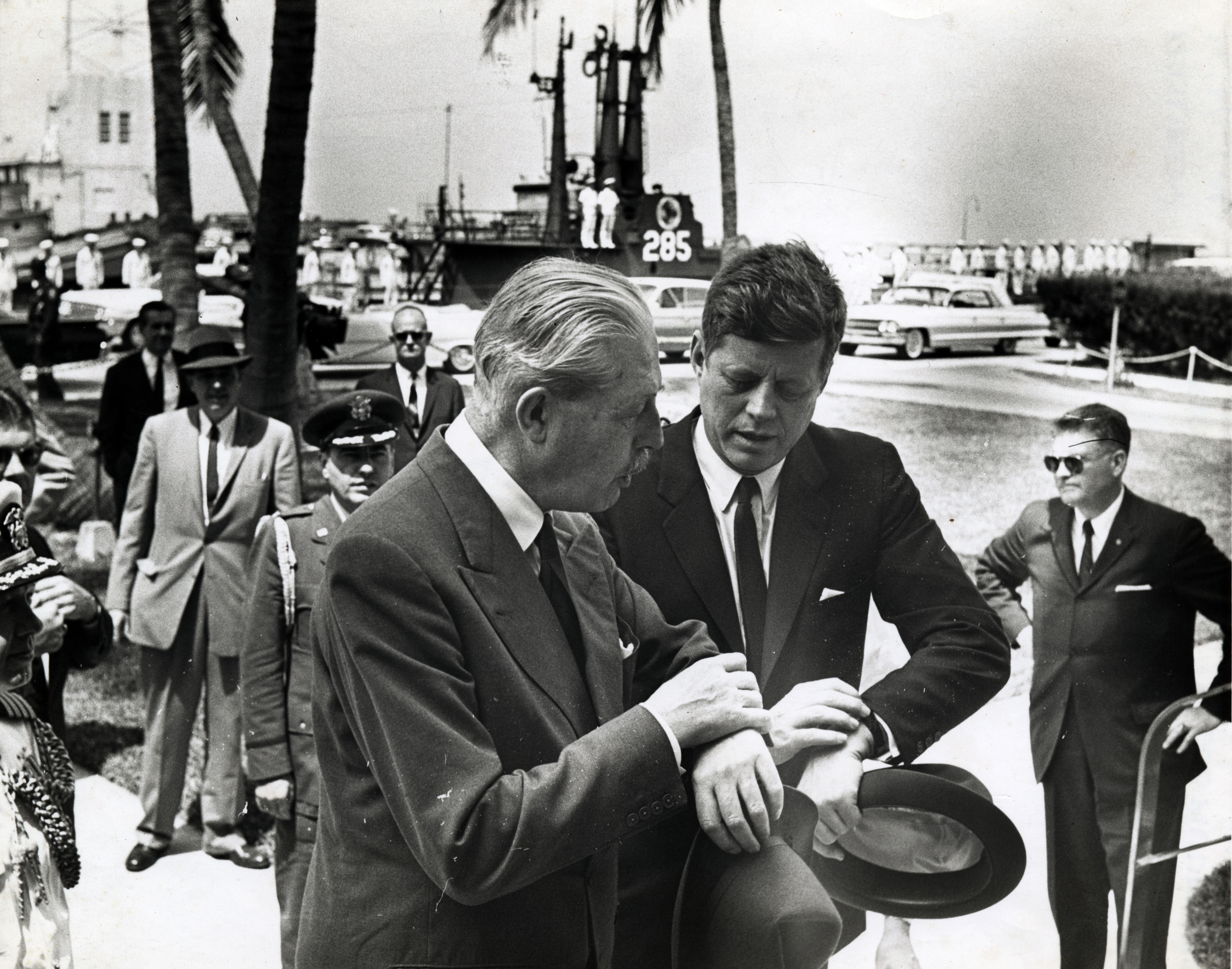
맥밀런과 존 F. 케네디 (1961년)

맥밀런은 또한 외교 정책의 가까운 통제를 차지하였다. 그는 아이젠하워와 자신의 전시 우정이 중요한 점이었던 미국과 함께 수에즈 운하의 균열을 좁게 하는 데 일하였다. 존 F. 케네디의 선거 후에 둘 사이의 따뜻한 관계가 유지되었다. 맥밀런은 유럽과 화해의 가치를 보기도 하였고, 유럽 경제 공동체로 뒤늦은 입장을 추구하였으며 유럽 자유 무역 연합의 가능성을 탐험하였다.
맥밀런의 재직 기간은 1957년 가나로서 황금 해안으로 독립의 승인과 시작된 아프리카의 독립 운동의 첫 단계를 보았다. 그의 축하된 "변화의 바람" 연설 (1960년 2월)은 이 진행에서 현저한 사건으로 숙고되었다. 가나와 말라야가 1957년, 나이지리아가 1960년, 그리고 케냐가 1963년 독립을 얻었다. 하지만 중동에서 맥밀런은 영국이 힘을 유지하도록 보장하여 1958년과 1960년 이라크에 개입하였고, 오만의 정세에 연루되었다.
1960년 10월 맥밀런이 유엔 총회에서 연설할 때 니키타 흐루쇼프가 주먹으로 탁상을 치면서 러시아어로 괴성을 질렀던 일이 벌어지기도 하였다.

### 선거 승리 (1959)
그는 1959년 10월 총선에서 보수당을 승리로 지도하여 자신의 당의 다수를 67개에서 107개의 의석으로 늘였다. 성공적인 선거 운동은 성취를 이룬 경제적 향상들에 기초를 두었으며 "생활은 보수당원들 아래 더욱 낫다"의 슬로건은 "당신들은 그렇게 좋은 적이 없다"면서 일반적으로서 "실로 솔직 해지자 - 우리 국민들의 대부분은 그렇게 좋은 적이 없다"라는 맥밀런 자신의 의견에 의하여 적합되었다.
비판들은 사실상 경제적 성장률은 약하였고 늘어난 국방 지출에 의하여 삐둘어졌다는 것을 강력히 주장하였다.

## 퇴임과 사망 (1963 ~ 86)
1963년 봄과 여름의 프러퓨모 사건은 영구적으로 맥밀런 정부의 신뢰성을 손상시켰다. 그는 자신의 생존을 위한 필요성으로 생각되어 온 것보다 적게 하나인 69개의 다수와 함께 의회 투표를 살아남았고, 후에 아무 내각 장관에 의해서가 아닌 자신의 아들과 처자 만에 의하여 흡연실에 합류되었다. 그럼에 불구하고, 버틀러와 당시 뒷자리의 의원들과 매우 인기가 있던 레지널드 모들링은 특히 전국의 보수당 활동가들로부터 지원의 물결 후에 맥밀런의 사임을 위하여 밀고 나가는 데 거절하였다.
하지만 사건은 맥밀런의 건강을 악화시켰을 것이다. 그는 보수당 회의가 있기 하루 전에 병에 걸려 작동 불가능의 전립선암과 잘못 진단되었다. 따라서 그는 1963년 10월 18일 사임하였다. 그는 논란의 여지가 있는 움직임에서 외무장관 앨릭 더글러스흄에 의하여 뒤를 이어졌으며, 맥밀런이 끈을 당기고, 자신의 후임자로서 버틀러가 선택되지 않은 것을 확신시키는 데 "마술의 동그라미"로 별명이 지어진 당의 고관들을 이용했다고 단언되었다. 10월 20일 총리가 된 앨릭 더글러스흄은 상원에서 자신의 의석을 사임해야 했고, 자신이 선거에 의한 하원에서 안전한 의석을 이길 때까지 2주 동안 국회 의원이었다. 1964년 10월 19일 그는 국가의 3번째 노동당 총리가 된 해럴드 윌슨에게 넘겼다.
맥밀런은 시초적으로 귀족제를 거부하였고, 1964년 9월 정계로부터 은퇴하였다. 하지만 그는 여왕으로부터 오더 오브 메리트의 수훈을 받아들였다. 퇴임 후에 그는 자신의 가족의 출판사 맥밀런 출판사의 의장직을 택하였다. 그러고나서 그는 6권의 저서를 발표하였으며 독서는 "골판지에 씹는 것과 비슷한 느낌"을 포함하면서 자신의 정적 에노크 파월에 의하여 묘사되었다. 그의 사후에 출판된 그의 전시 일기들은 훨씬 더 잘 받았다.
다음 20년의 세월 동안 그는 가끔 정치 개입을 이루었으며, 특히 마거릿 대처가 토리당의 당수가 된 후, 맥밀런의 총리직은 화폐 주의자들로부터 공격을 당했다. 맥밀런은 공동적으로 가족은을 파는 대처의 민영화로 비유되었던 것으로 생각되었다. 사실로 1985년 11월 8일 왕립 해외 연맹에서 토리 개혁 단체의 만찬에서 그가 말했던 것은 그들이 재정적 어려움들을 마주칠 때 자신의 판매가 개인적 혹은 국가 중에 평범했던 것이었다. - "먼저 조지 왕조 시대의 은이 간다. 그리고 그러고나서 예전의 미술전람회에 있던 전부의 좋은 가구들이다. 그러고나서 카날레토의 것이 간다." 브리티시 텔레콤과 더불어 철강업과 철도의 이득적인 부분들이 민영화되어 오면서 그는 "그것들은 아직도 남아있는 2개의 렘브란트의 작품들 같았다."고 연설하였다. 맥밀런의 연설은 많은 의견이 있었고, 며칠 후에 맥밀런은 상원에서 자신의 다음을 의미한 것을 명백하게 설명하는 데 연설을 하였다. -
"다른 날 내가 내 자신이었던 제도를 비판하는 데 위험을 무릅쓰고 나설 때 난 두렵고, 오해하였다. 보수당원으로서 난 자연적으로 이제 국가의 자본주의에 의하여 통제되는 생산과 분배를 전부 의미하는 사적 소유와 개인 관리로 돌아가는 호의에 있다. 난 그것들이 더욱 효과적일 것이 확실하다. 의문으로 내가 위험을 무릅쓰고 나선 것은 만약 그들이 수입이었다면으로서 이 엄청난 금액의 사용이었다."

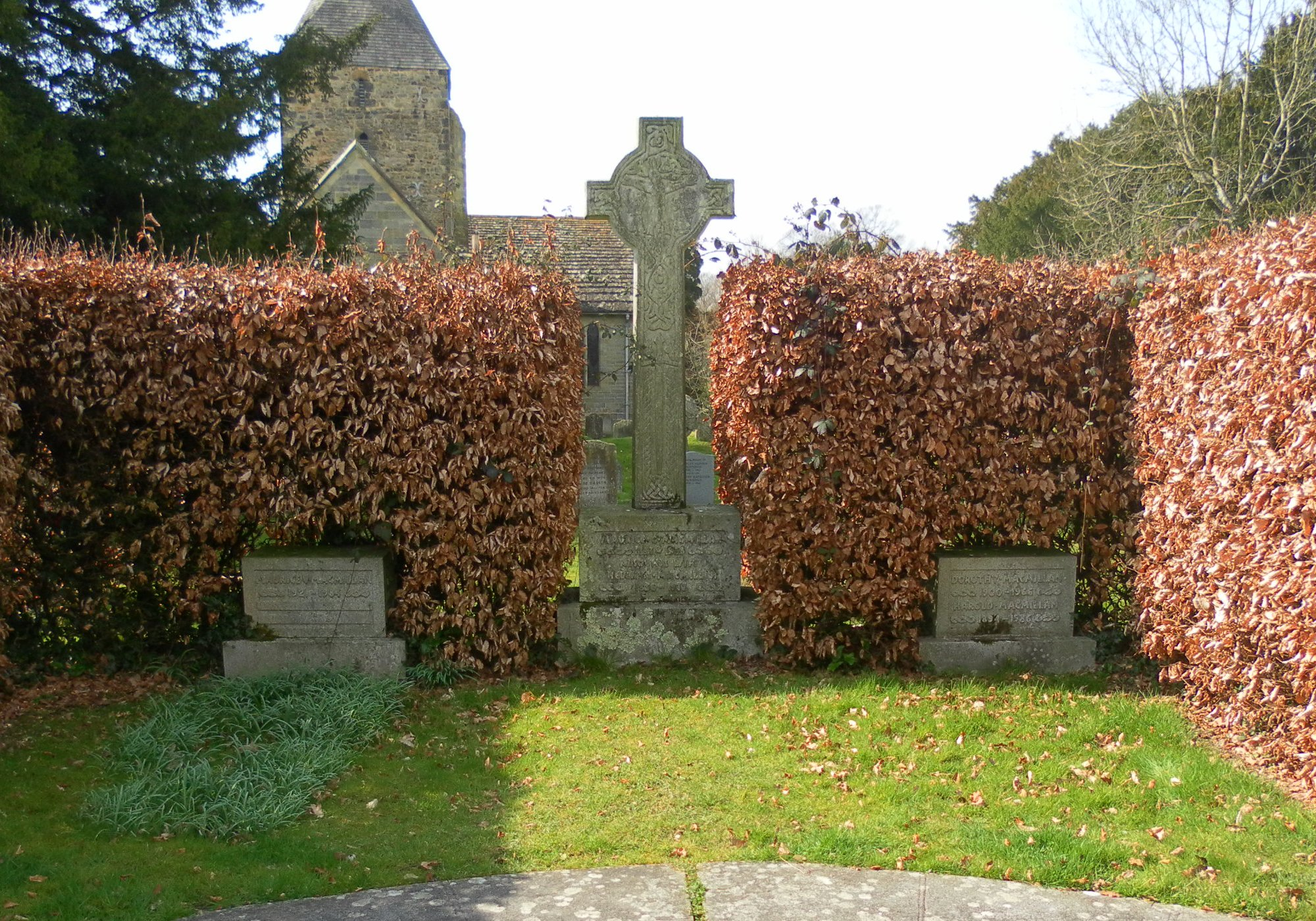
웨스트서식스주 호스티드 케인스의 세인트가일스 교회에 있는 맥밀런 가족의 묘지. 오른쪽이 해럴드 맥밀런의 무덤

1984년 그는 결국 귀족의 신분을 받아들였고, 스톡턴 백작과 오벤던의 맥밀런 자작으로 창조되었다. 자신의 일생의 마지막 한달에 그는 "64년 전에 ... 스톡턴온티스 구에서 실업률이 당시 29 퍼센트였다. 지난 11월 ... 거기에 실업률은 28 퍼센트이다. 삶의 다소 슬픈 끝이다."라고 진술하였다.
1980년대에 상원에서 그는 당시 파업에 놓인 광부들을 칭찬하며 그들이 카이저의 군대를 물리치고, 히틀러의 군대를 물리쳤다고 단언하였다. 역사가 앤드루 로버츠는 제1차 세계 대전에서 맥밀런이 상처를 입고, 또한 파업에 놓인 이 광부들의 각각에 3개의 경우들의 각각을 확인하였다.
맥밀런은 1986년 12월 29일 서식스 주 버치그로브에서 92세 322일의 나이에 사망하였으며, 2005년 3월 26일 제임스 캘러헌에 의하여 앞서질 때까지 영국 총리에 의하여 도달된 가장 큰 나이였다.

## 서훈
- 1976년 오더 오브 메리트(Order of Merit, OM)
- 1984년 스톡턴 백작위 서임(1st Earl of Stockton)

## 같이 보기
- 영국 연방
- 레졸루션급 잠수함